# Uruguay op de Olympische Zomerspelen 1964
Uruguay nam deel aan de Olympische Zomerspelen 1964 in Tokio, Japan. Nadat op de vorige editie geen enkele medaille werd gehaald, werd nu brons gewonnen. Het zou tot 2000 duren voordat Uruguay opnieuw een medaille zou winnen.

## Medailles

### 3Brons
- Washington Rodriguez — Boksen, mannen bantamgewicht (54 kg)

## Resultaten en deelnemers per onderdeel

### Basketbal
- Jorge Maya Dodera
- Manuel Gadea
- Luis García
- Luis Koster
- Ramiro de León
- Walter Márquez
- Edison Ciavattone
- Washington Poyet
- Sergio Pisano
- Alvaro Roca
- Waldemar Rial
- Julio Gómez

### Boksen
- Washington Rodríguez

### Roeien
- Mariano Caulín
- Gustavo Pérez

### Wielersport
Mannen individuele wegwedstrijd
- Ricardo Vázquez — 4:39:51.77 (→ 44e plaats)
- Francisco Pérez — 4:39:51.78 (→ 47e plaats)
- Vid Cencic — 4:39:51.79 (→ 62e plaats)
- Wilde Baridón — 4:39:51.79 (→ 81e plaats)

- Elio Juárez
- Francisco Pérez
- Oscar Almada
- Ruben Etchebarne
- Juan José Timón

Afghanistan · Algerije · Argentinië · Australië · Bahama's · België · Bermuda · Birma · Bolivia · Brazilië · Brits-Guiana · Bulgarije · Cambodja · Canada · Ceylon · Chili · Colombia · Congo-Brazzaville · Costa Rica · Cuba · Denemarken · Dominicaanse Republiek · Duits eenheidsteam · Ethiopië · Filipijnen · Finland · Frankrijk · Ghana · Griekenland · Groot-Brittannië · Hongarije · Hongkong · Ierland · IJsland · India · Irak · Iran · Israël · Italië · Ivoorkust · Jamaica · Japan · Joegoslavië · Kameroen · Kenia · Libanon · Liberia · Libië · Liechtenstein · Luxemburg · Madagaskar · Maleisië · Mali · Marokko · Mexico · Monaco · Mongolië · Nederland · Nederlandse Antillen · Nepal · Nieuw-Zeeland · Niger · Nigeria · Noord-Rhodesië · Noorwegen · Oeganda · Oostenrijk · Pakistan · Panama · Peru · Polen · Portugal · Puerto Rico · Roemenië · Senegal · Sovjet-Unie · Spanje · Taiwan · Tanganyika · Thailand · Trinidad en Tobago · Tsjaad · Tsjecho-Slowakije · Tunesië · Turkije · Uruguay · Venezuela · Verenigde Arabische Republiek · Verenigde Staten · Vietnam · Zuid-Korea · Zuid-Rhodesië · Zweden · Zwitserland